# Wilhelm Srb-Schloßbauer
Wilhelm Srb-Schloßbauer (* 7. Juli 1890 in Karlsbad, Österreich-Ungarn; † 6. Februar 1972 in Geretsried) war ein deutscher Bildhauer.

## Leben

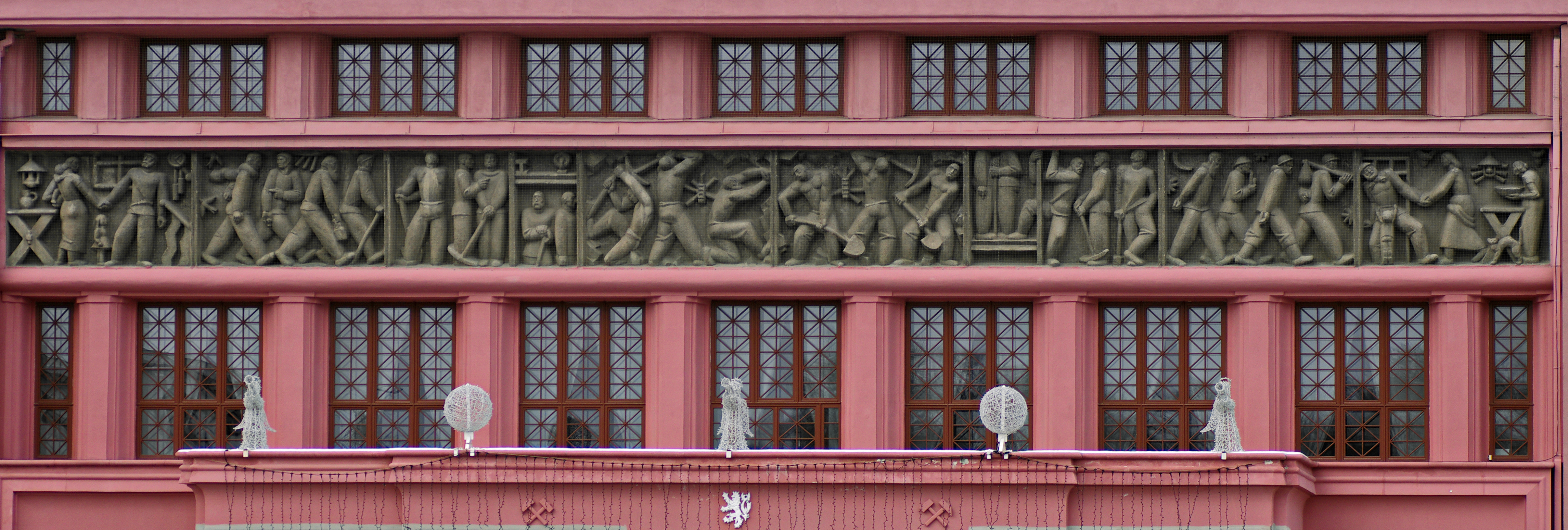
Relief am Kulturhaus in Falkenau (Sokolov)

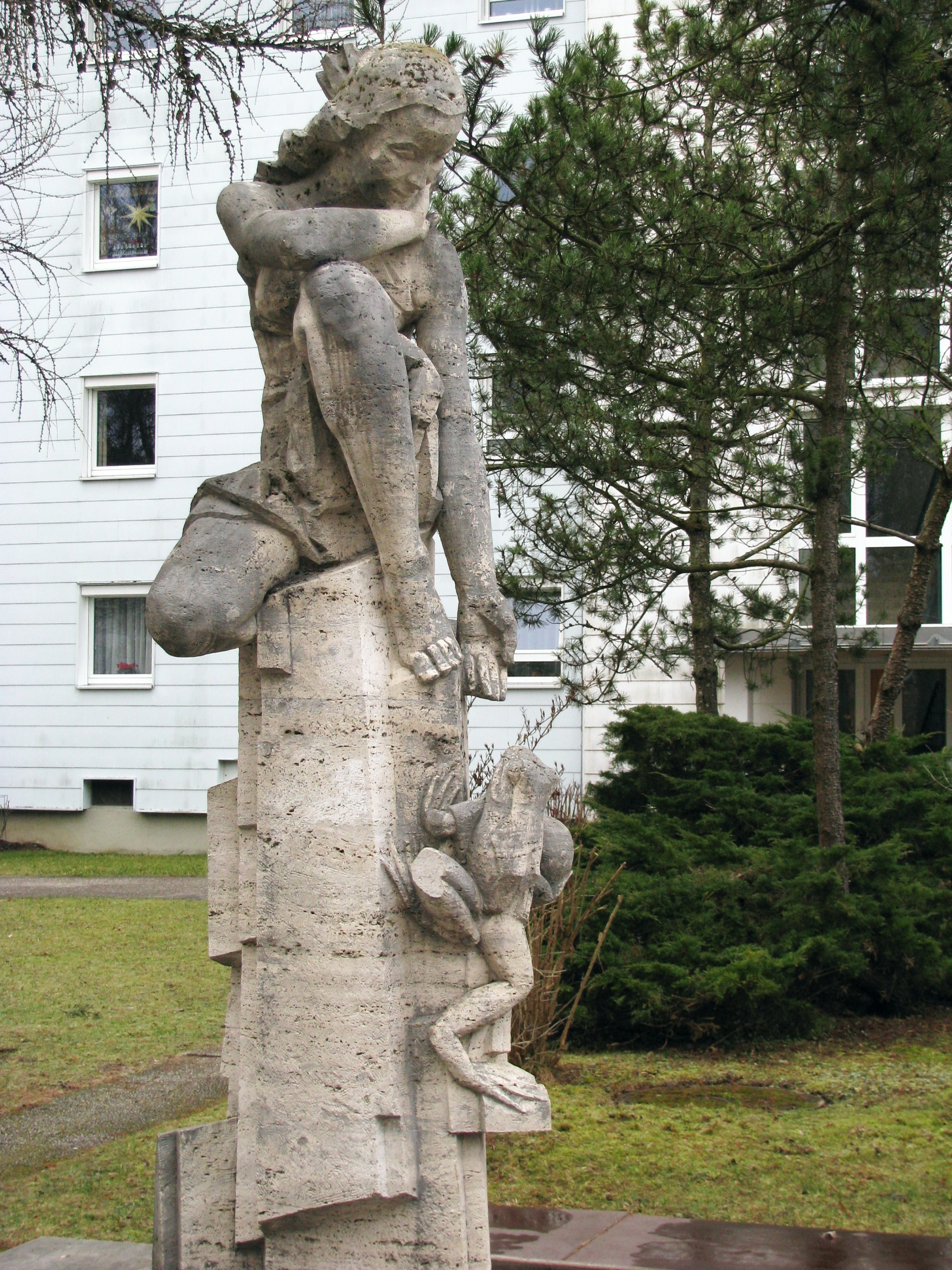
Froschkönigbrunnen in Pullach

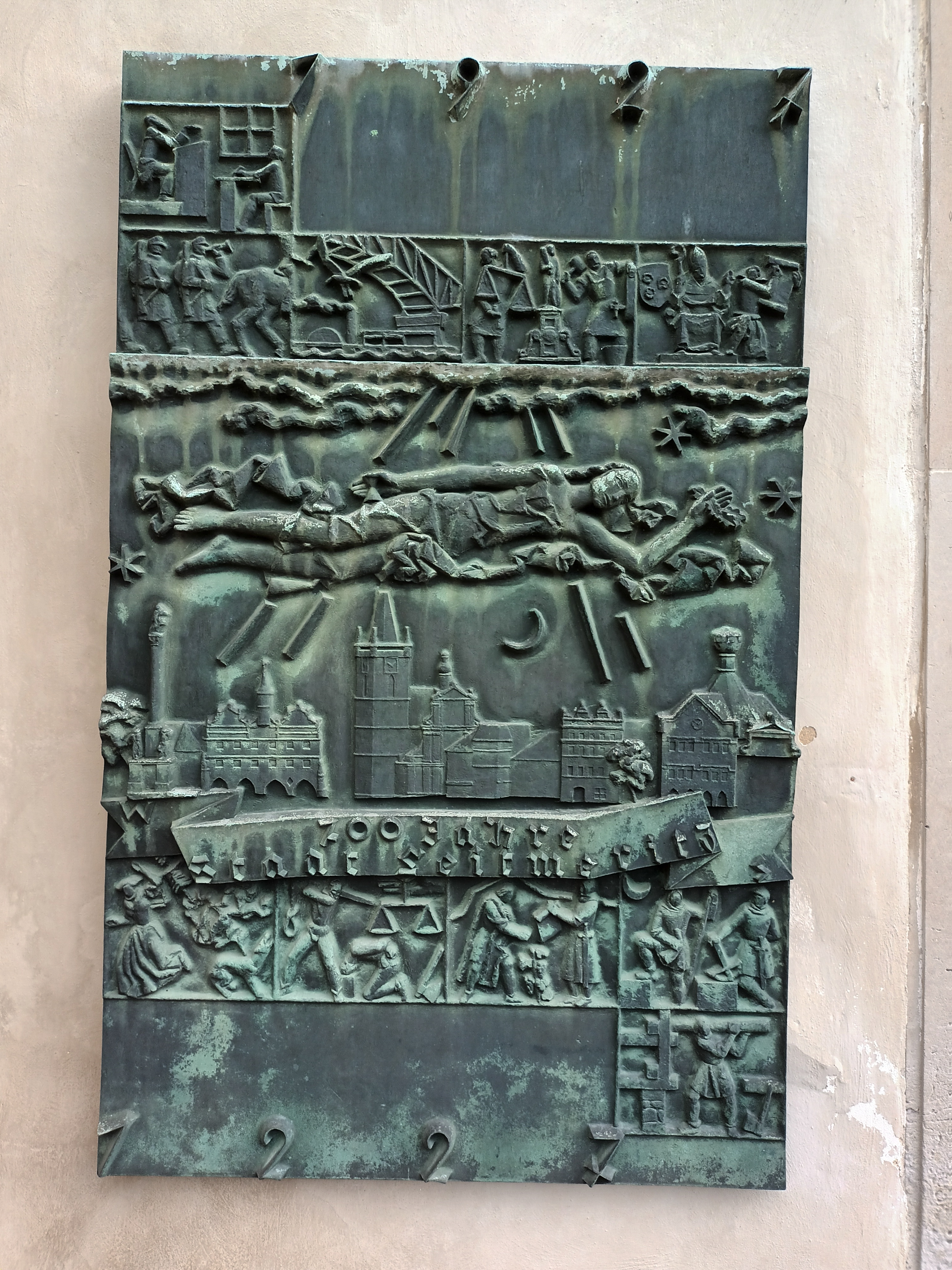
Gedenktafel zum 700-jährigen Jubiläum der Stadt Leitmeritz

Srb-Schloßbauer studierte an der Meisterschule für figurale Plastik an der Akademie der bildenden Künste in Wien, nachdem er bereits an der Keramischen Fachschule in Teplitz-Schönau und der Kunstgewerbeschule in Prag eine Ausbildung erhielt.
1928 fertigte er eine Lebendmaske des Malers Franz Radziwill an (heute im Landesmuseum für Kunst und Kulturgeschichte Oldenburg). 1944 wurde die Büste des sudetendeutschen Schriftstellers Emil Merker von Srb-Schlossbauer bei der Großen Deutschen Kunstausstellung im Haus der Deutschen Kunst in München ausgestellt.
Nach Angabe der tschechischen Historikerin Milena Josefovičová war Srb-Schloßbauer Mitglied folgender nationalsozialistischer Parteien und Organisationen: NSDAP (seit 1. November 1938, Mitglieds-Nr. 6.773.536), Sudetendeutsche Partei, Bund der Deutschen in Böhmen und Deutscher Kulturverband.
Er musste nach dem Zweiten Weltkrieg, wie die meisten nationalsozialistisch aktiven Sudetendeutschen, die Tschechoslowakei verlassen und ließ sich in Geretsried nieder.
Zu seinen Werken zählen u. a.:
| Asch                 | Goethe-Brunnen                                                              |
| Bonn                 | „Der Ackermann aus Böhmen“ im Besitz des Vertriebenenministers              |
| Dachau               | Denkmal der Vertriebenen                                                    |
| Duppau               | Klement-Denkmal                                                             |
| Falkenau an der Eger | Relief Ein Tag im Leben des Bergmanns am Bergarbeiterheim, jetzt Kulturhaus |
| Geretsried           | Figuren Die Wasserträgerinnen am Stadtbrunnen                               |
| Karlsbad             | Goethe-Medaillon                                                            |
| Leitmeritz           | Gedenktafel zur 700 Jahrferier der Stadt Leitmeritz                         |
| Marienbad            | Goethe-Denkmal                                                              |
| Ober-Lohma           | Habermann-Denkmal                                                           |
| Pullach              | Froschkönigbrunnen                                                          |
| Saaz                 | Bildnisköpfe für das Hopfenbauer-Denkmal                                    |
| Teplitz-Schönau      | Masaryk-Denkmal                                                             |
| Waldkraiburg         | Rübezahlbrunnen (1958)                                                      |

## Auszeichnungen
- 1937: Joseph-Freiherr-von-Eichendorff-Preis
- 1966: Nordgau-Kulturpreis der Stadt Amberg in der Kategorie „Bildende Kunst“